# Troféu Anime Friends
O Troféu Anime Friends é um dos 4 prêmios especiais do Prêmio Yamato, considerado o Oscar da Dublagem Brasileira.
O prêmio foi dado de 2003 a 2006, para homenagear uma dublagem que marcou época pelo conjunto da obra.

## Palmarés
- 2003 - Cavaleiros do Zodíaco (Gota Mágica / Álamo)
- 2004 - O Mundo de Beakman (Álamo / Dublavídeo)
- 2005 - Sailor Moon (Gota Mágica / BKS)
- 2006 - Os Simpsons (VTI, Herbert Richars, Áudio Corp e Áudio News)